# Qarmat
Qarmat [ˈqɑmːat] (nach alter Rechtschreibung K'armat) ist eine wüst gefallene grönländische Siedlung im Distrikt Narsaq in der Kommune Kujalleq.

## Lage
Qarmat liegt an der Südküste der gleichnamigen Insel an der Mündung des Ikersuaq (Bredefjord). 14 km westnordwestlich liegt Qassimiut als nächstgelegener Ort.

## Geschichte
Qarmat war bereits vor 1870 bewohnt.
Von 1911 bis 1950 gehörte der Ort zur Gemeinde Qassimiut, während er als einziger der Gemeinde anschließend der neuen Gemeinde Narsaq zugeschlagen wurde.
1919 lebten 56 Personen am Wohnplatz, die in neun Häusern wohnten. Unter den Bewohnern waren elf Jäger und ein Katechet. Sie lebten von der Robben- und Fuchsjagd.
In den 1930er Jahren wurde eine Schulkapelle in Qarmat errichtet. Zu dieser Zeit lag die Einwohnerzahl bei rund 40 Bewohnern. 1946 wurde der Bau eines Fischhauses in Qarmat vorgeschlagen, aber wegen der geringeren Einwohnerzahl wurde es stattdessen in Qassimiut errichtet. Ab 1947 fiel die Einwohnerzahl und 1953 verließen die letzten 13 Bewohner den Wohnplatz.